# Šiatorská Bukovinka
Šiatorská Bukovinka este o comună slovacă, aflată în districtul Lučenec din regiunea Banská Bystrica. Localitatea se află la altitudinea de 305 m deasupra n.m., se întinde pe o suprafață de 21,6 km2 și în 2017 număra 305 locuitori.

## Demografie
| An:                | 1994 | 2004    | 2014   | 2024    |
| ------------------ | ---- | ------- | ------ | ------- |
| Număr de persoane: | 371  | 333     | 318    | 262     |
| Diferență:         |      | −10,24% | −4,50% | −17,61% |

| An:                | 2023 | 2024   |
| ------------------ | ---- | ------ |
| Număr de persoane: | 268  | 262    |
| Diferență:         |      | −2,23% |